# ダンカン・テイラー (ウィスキー・ボトラー)
ダンカン・テイラー・スコッチ・ウイスキー社（Duncan Taylor Scotch Whisky Limited）は、スコットランドのハントリーに本社を置くインディペンデント・ボトラーである。

## 概要
ウイスキー専門商社として、シングルモルトおよびシングル・グレイン・スコッチ・ウイスキーの熟成樽を個人所有としては最大級のコレクションを誇っている。今日、同社は受賞歴のある幅広い製品ブランドを通じて、これらの貴重なスピリッツをリリースしており、そのすべてがハントリーの本社でボトリングされている。
ブランドには、ザ・レスト、ダンカン・テイラー・シングル・カスク、ザ・オクターブ、ブラック・ブル、インディアン・サマー、スモーキン、タンタラスがある。

## ヒストリー
ダンカン・テイラーは1938年、グラスゴーで樽のブローカー兼貿易会社として設立された。数十年にわたり、同社はスコットランド各地の蒸溜所や蒸留所と強い絆を築き、蒸溜所には自社の樽を持ち込んで新しいスピリッツを充填していた。その結果、現在その多くが閉鎖されている蒸留所のカスクウイスキーが、今日もダンカン・テイラーの倉庫で熟成を続けている。
同社は2001年にユアン・シャンド氏によって買収されましたが、彼はこの業界での経験が豊富で、グレンドロナック蒸溜所、ウィリアム・ティーチャーズ＆サンズ、ベナキー・ウイスキー・カンパニーの設立と経営に携わりました。その後、ユアンはダンカン・テイラーを故郷のハントリーに移し、同町の施設を取得してボトリング工場に転換し、独立系ボトリング会社としてダンカン・テイラーを設立した。
2024年4月、ダンカン・テイラー・スコッチ・ウイスキー社の新たな章が始まった。ユアン・シャンド会長の退任に伴い、ショーン・スミスが新取締役兼オーナーに就任することが発表されたのです。ショーン氏は技術金融とウイスキーの分野で豊富な経験を持ち、ダンカン・テイラー・スコッチ・ウイスキーがヴィンテージや希少なスコッチ・ウイスキーの樽の印象的なポートフォリオを蓄積してきた家族経営企業としてのマントを引き継ぐことになる。

## ブランド
ダンカン・テイラーは様々なブランドを展開している。以下にその一部を紹介する：
ジン
- インディアン・サマー

ラム
- ダンカン・テイラー カリビアン・ラム
- ザ・ダンカン・テイラー・シングル・カスク・ラム

ブレンデッドスコッチウィスキー
- ブラック・ブル
- スコティッシュ・グローリー
- スモーキン

ブレンデッド モルト スコッチ ウイスキー
- オールド・リーキー
- ビッグスモーク

シングルモルト・スコッチウイスキー
- バトルヒル
- ディメンション
- ダンカンテイラー シングル
- ダンカンテイラータンタロス
- オクターブ
- ザ・レアスト

## Awards
ダンカン・テイラー＆カンパニーのいくつかの銘柄は、ジム・マーレイのウイスキー・バイブルの様々な版で賞を受賞している。
北イギリスの1978年、カスクQ247、アルコール度数54.7％のレア・オールド・シリーズが、2010年ウイスキー・バイブルで「リキッド・ゴールド賞」を受賞した（賞は最大100点満点中94点以上のウイスキーに与えられる）。このシングルカスク・グレーンウイスキーは「スコッチ・グレイン・オブ・ザ・イヤー」にも選ばれた。
ブラインドテイスティングパネルによる評価に基づき、ダンカンテイラー社は2006年ハイランド、ローランド、ブレンデッド部門、2007年ローランド部門、2008年ローランド部門、そして2011年アイラ部門において、ウイスキーマガジン誌の「インディペンデント・ボトラーズ・オブ・ザ・イヤー」を受賞している。